# Bernard Debré
Bernard Debré (Tolosa, 30 settembre 1944 – Parigi, 13 settembre 2020) è stato un medico e politico francese.
Figlio del primo ministro Michel Debré, è stato deputato per l'Indre e Loira e poi per Parigi tra il 1986 e il 2017, sindaco di Amboise dal 1992 al 2001 e ministro della cooperazione dal 1994 al 1995.

## Biografia
Figlio di Michel Debré, ex primo ministro francese, era il fratello gemello di Jean-Louis Debré, ex ministro e presidente del Consiglio costituzionale.
Medico di formazione, si è specializzato in urologia. È stato professore universitario e medico ospedaliero. Nei primi anni '90 ha eseguito un intervento chirurgico alla prostata sul presidente François Mitterrand.
Aderì alla formazione gollista del Raggruppamento per la Repubblica. Dal 1986 al 1994 fu membro dell'Assemblea nazionale per l'Indre e Loira. Fu consigliere e, dal 1992 al 2001, sindaco di Amboise. Dal 1992 al 1994, fu anche vicepresidente del consiglio generale del dipartimento dell'Indre e Loira. Dal 12 novembre 1994 all'11 maggio 1995, fu ministro della cooperazione nel governo di Édouard Balladur e partecipò alla campagna elettorale presidenziale del Primo ministro.
Nel 2004, è tornato all'Assemblea nazionale, vincendo le elezioni suppletive tenutesi in un arrondissement di Parigi come candidato dell'Unione per un Movimento Popolare dopo le dimissioni del deputato in carica. Nel 2007 e nel 2012 si è ricandidato, venendo eletto e nel 2008 ha ottenuto anche un seggio nel Consiglio di Parigi. Dopo la trasformazione dell'UMP, è diventato membro dei Repubblicani.
È morto di cancro il 13 settembre 2020 a Parigi all'età di 75 anni. Suo fratello François è morto il giorno successivo.